# Paul Müller (Bildhauer)
Paul Müller (* 12. März 1843 in Mergelstetten; † 24. April 1906 in Stuttgart) war ein deutscher Bildhauer.

## Leben

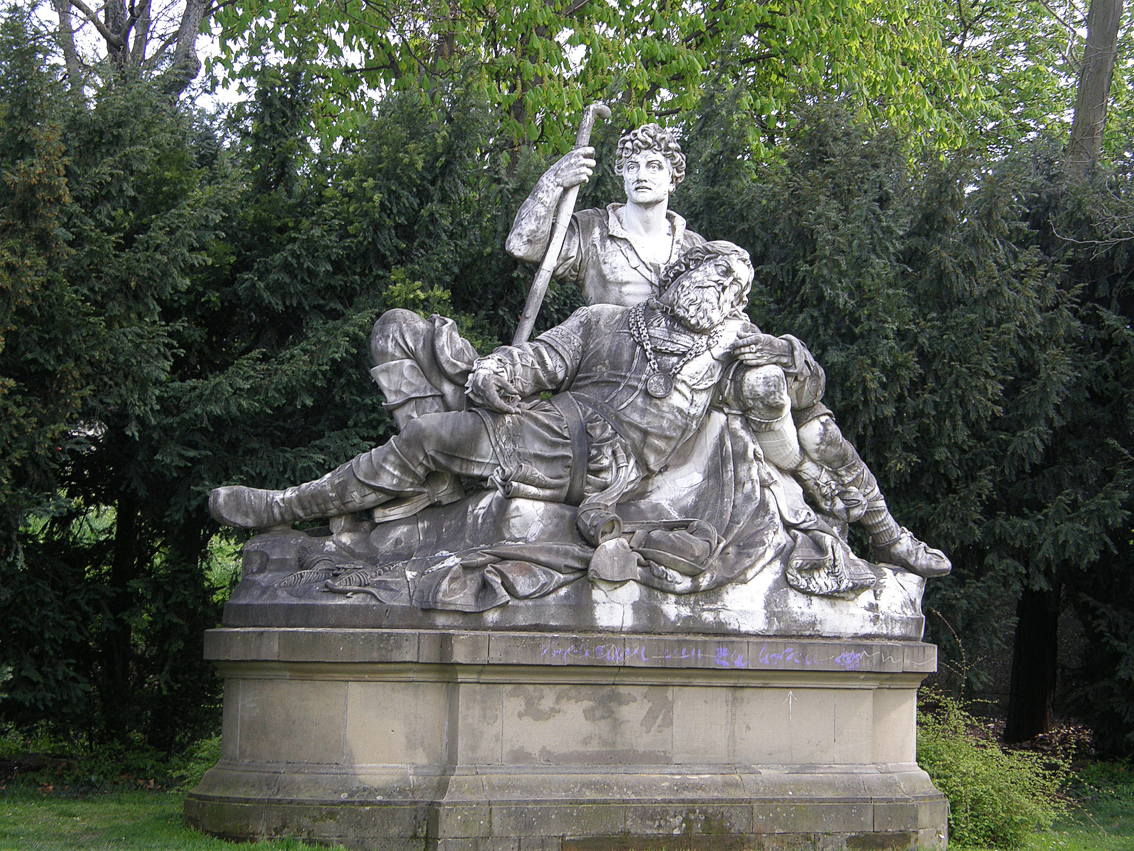
Eberhardsgruppe

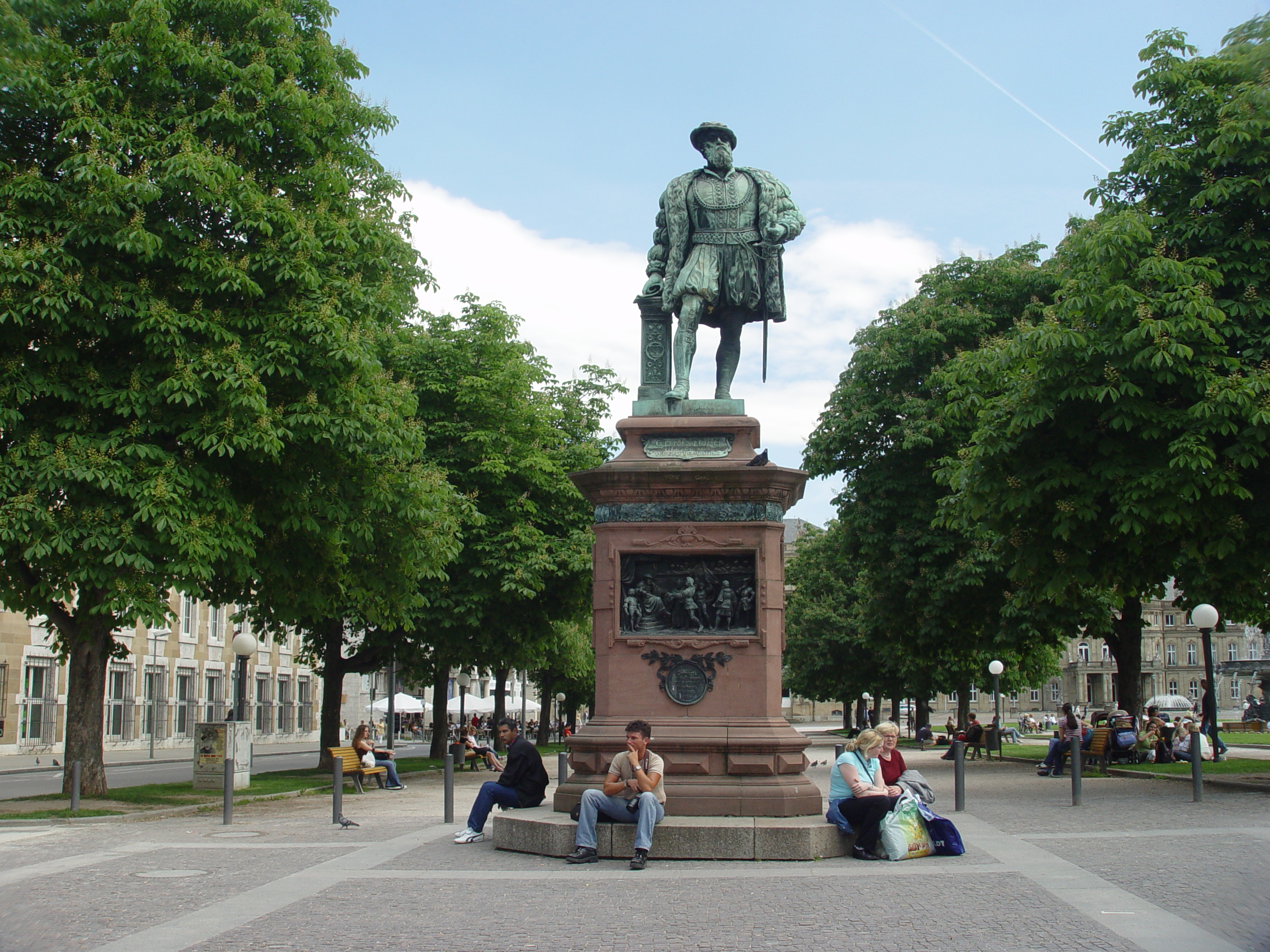
Denkmal von Herzog Christoph von Württemberg

Müller wurde zunächst im Ziselieren und Gravieren ausgebildet und wandte sich dann der Bildhauerei zu. Nach seiner Ausbildung an der Stuttgarter Kunstschule bei Theodor von Wagner und der an Dresdner Kunstakademie bei Johannes Schilling folgten Reisen nach Österreich, Frankreich und Italien. 1874 wurde er in der Stuttgarter Freimaurerloge „zu den 3 Cedern“ zum Freimaurer aufgenommen.
Werke (Auswahl)
Zu seinen Werken zählten die Skulptur eines schlafenden Amors, ein Fries Orestes von den Furien verfolgt, eine Goethe-Statue (1874) oder die Braut von Korinth. Er war überwiegend in Stuttgart tätig. Die Ausführung einer Büste des württembergischen Königs Karl führte zu weiteren Aufträgen für monumentale Werke, darunter die Statue des Herzogs Christoph (1889) oder die Großplastik zum 75-jährigen Jubiläum des Königreichs Württemberg, die sogenannte Eberhardsgruppe im Schlossgarten Stuttgart, die sich auf das Gedicht Der reichste Fürst von Justinus Kerner bezieht.
- Eberhardsgruppe im Schlossgarten Stuttgart (1879–1881)
- Gedenktafel David Friedrich Strauß (1884), Marstallstraße 1, Ludwigsburg[3]
- Herzog-Christoph-Denkmal, Stuttgart (1889)

## Literatur

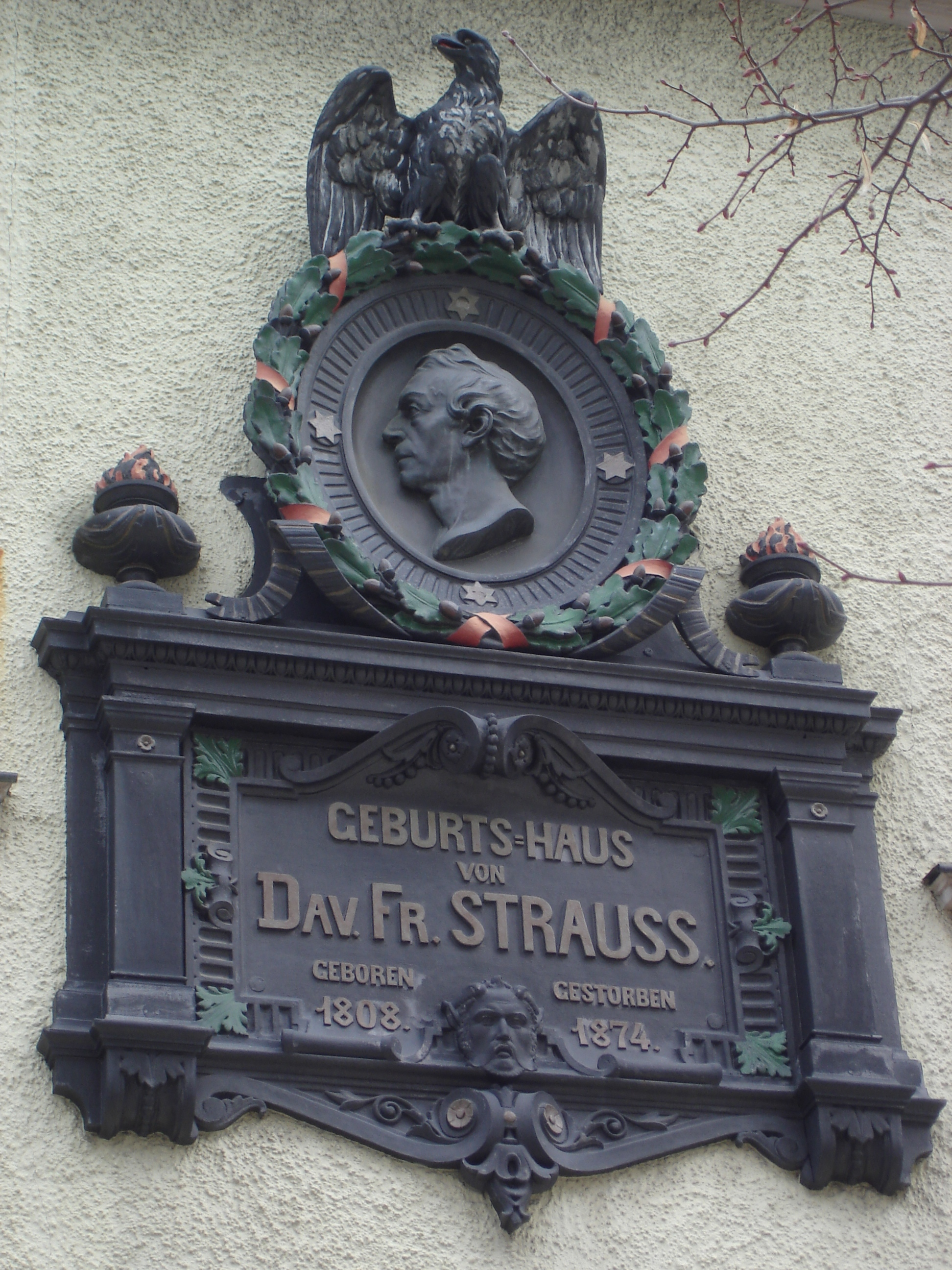
Gedenktafel für David Friedrich Strauß von 1884